# Les Ribes (Cabrera de Mar)
Les Ribes és una obra barroca de Cabrera de Mar (Maresme) protegida com a Bé Cultural d'Interès Local.

## Descripció
Masia de tres cossos amb aprofitament del cos central, més ample i més elevat, per un altre pis destinat a golfa. Teulada del cos central amb el vessant dirigit directament cap a les dues façanes. Les parets foranes i les de càrrega són de mig metre. A la part baixa de la façana principal hi ha una porxada. L'entrada és a la façana lateral. Les façanes principal i posterior són tractades amb una motllura de maó i segueixen una línia ondulada amb gerros de ceràmica verda disposats en els punts culminants

## Història
El matrimoni Francesc de Boter i Carolina Valls, propietaris d'aquesta casa, no tingueren fill i feren testament en favor d'un matrimoni amic, Josep Maria Dalmases i Concepció Viladevall, la filla dels quals és propietària actualment.